# Przewężenie procentowe
Przewężenie procentowe – stosunek zmniejszenia się pola przekroju poprzecznego w miejscu zerwania do pola przekroju poprzecznego roboczej części próbki nieobciążonej, wyrażony w procentach. Zwykle oznaczany jako {\displaystyle Z.} Przewężenie procentowe oblicza się na podstawie danych uzyskanych ze statycznej próby rozciągania na podstawie wzoru:
{\displaystyle Z={\frac {S_{0}-S_{u}}{S_{0}}}\cdot 100\%,}
gdzie:
{\displaystyle S_{u}} – pole najmniejszego przekroju poprzecznego próbki po zerwaniu,
{\displaystyle S_{0}} – pole przekroju poprzecznego roboczej części nieobciążonej próbki.